# هيلدر أرودا
هيلدر أرودا (بالبرتغالية: Hélder Arruda‏) هو لاعب كرة قدم برتغالي في مركز الهجوم، ولد في 4 يناير 1993 في Água de Pau ‏ في البرتغال. لعب مع S.C. Praiense ‏.

## وصلات خارجية
- هيلدر أرودا على موقع قاعدة بيانات كرة القدم.إي يو (الإنجليزية)
- هيلدر أرودا على موقع Soccerway.com (الإنجليزية)